# Spline de Catmull-Rom

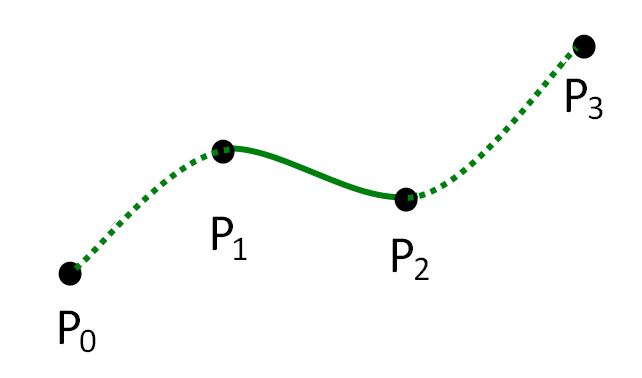
Spline de interpolación Catmull–Rom con cuatro puntos.

Usado en las matemáticas y en los gráficos de computadora, la spline de Catmull-Rom es una curva nombrada así por sus creadores Edwin Catmull y Raphael Rom. La ventaja principal de esta técnica es que el conjunto original de puntos también es parte de los puntos de control de la curva spline. 

## Construcción
Se requieren dos puntos adicionales en cada extremo de la curva. La implementación por defecto del algoritmo Catmull-Rom es capaz
de producir ciclos y auto-intersecciones. Las implementaciones Catmull-Rom centrípetas y cordales fueron introducidas como una solución para este problema usando un cálculo apenas diferente. Ha sido demostrado que solo la parametrización centrípeta no forma cúspides o auto-intersecciones. 

## Usos
En gráficos de computadora, las splines de Catmull-Rom son usadas frecuentemente para lograr interpolaciones de movimiento suavizadas entre imágenes "claves". Por ejemplo, la mayoría de las animaciones de trayectos de cámara generados a partir de "cuadros claves" son realizados usando splines de Catmull-Rom. En general son populares por ser relativamente fáciles de calcular, lo que garantiza que cada "cuadro clave" pertenecerá a la spline y que las tangentes de la curva generada son continuas sobre múltiples segmentos.